# Емил Хърсев
Емил Манолов Хърсев е български финансов експерт и бизнесмен.
Роден е в Димитровград на 19 октомври 1961 г. Доцент е по банково дело в УНСС и собственик на „Хърсев КО“.

## Биография
Емил Хърсев завършва немската гимназия в София. След това започва висшето си образование във ВИИ „Карл Маркс“ (днес УНСС), където се дипломира по специалността финанси. Защитава дисертация на тема „Еволюция на парите“ (1990).
Бил е подуправител на БНБ, член на борда на Булбанк, Минералбанк, Кредитна банка, БРИБ, МБИС в Москва.
През 2011 г. състав на Софийски районен съд оправдава Румен Касабов, член на Съвета на директорите и изпълнителен директор за времето от април 1992 г. до октомври 1995 г. на БСИ „Минералбанк“ АД. Тогава са оправдани и останалите шестима подсъдими –  Владимир Ташков, Кирил Николов, Асен Запрянов, Емил Хърсев, Живко Стоименов и Петко Праматаров – обвинени от прокуратурата, че с различни комбинации помежду им е предизвикан фалитът на банката. Те са обвинени в длъжностно престъпление, което предвижда от 3 до 10 години затвор. Като членове на Съвета на директорите седмината са посочени от обвинението като отговорни за източването на над 3 млрд. стари лева.
Днес е доцент по банково дело и банков мениджмънт в УНСС (от 1996), финансов и инвестиционен консултант и собственик на „Хърсев и КО“. Известен е с острия си език, критичността си и нетрадиционните си предложения. Коментарите му често предизвикват полемики в общественото пространство.
Агент на бившата Държавна сигурност.

## Личен живот
Емил Хърсев има съпруга на име Юлиана и две деца. И двете му дъщери са в семейния бизнес. По-голямата следва магистратура по финанси в Лондон, а по-малката учи за бакалавърска степен в Университет за национално и световно стопанство.
Преди години Хърсев е имал силен интерес към киното и в частност документалистиката. През 1982-1983 г. с приятел правят филм за Черепишкия манастир.